# Чымнайи
Чымнайи — село в Таттинском улусе, Республики Саха Якутия . Единственный населенный пункт и административный центр Усть-Амгинского наслега, расположенный в 60 километрах от Ытык-Кюёль, административного центра района.

## История
Согласно Закону Республики Саха (Якутия) от 30 ноября 2004 года N 173-З N 353-III село возглавило образованное муниципальное образование Усть-Амгинский наслег.

## География
Село находится на протяжении 4 километров по береговой линии р. Амга. Стоит дамба, которую вода весной порой прорывает, как в 2018 году. С 1998 года село уже трижды подвергалось затоплению
Расстояние до районного центра Ытык-Кюёль: 53 км.
Расстояние до областного центра Якутск: 250 км.
Ближайшие населенные пункты
Харбалах 16 км, Чычымах 17 км

## Население
| 2002 | 2010 | 2011 | 2012 | 2013 | 2014 | 2015 |
| ---- | ---- | ---- | ---- | ---- | ---- | ---- |
| 594  | ↘573 | ↘572 | ↘552 | ↘533 | ↘532 | ↘528 |
| 2016 | 2017 | 2018 | 2019 | 2020 | 2021 |      |
| ↘522 | ↘514 | ↗515 | ↘496 | ↘479 | ↘477 |      |

## Транспорт
Автодорога протяженностью 2 километра от Чымнайы до эвакопункта, расположенного в местности «Буор Хайа», одна из проблемных вопросов.
Единственная автодорога, соединяющая село с улусным центром — Харбалах — Чымнайы — имеет проблемы с мостом.